# فرودگاه ایالتی پل مکنزی

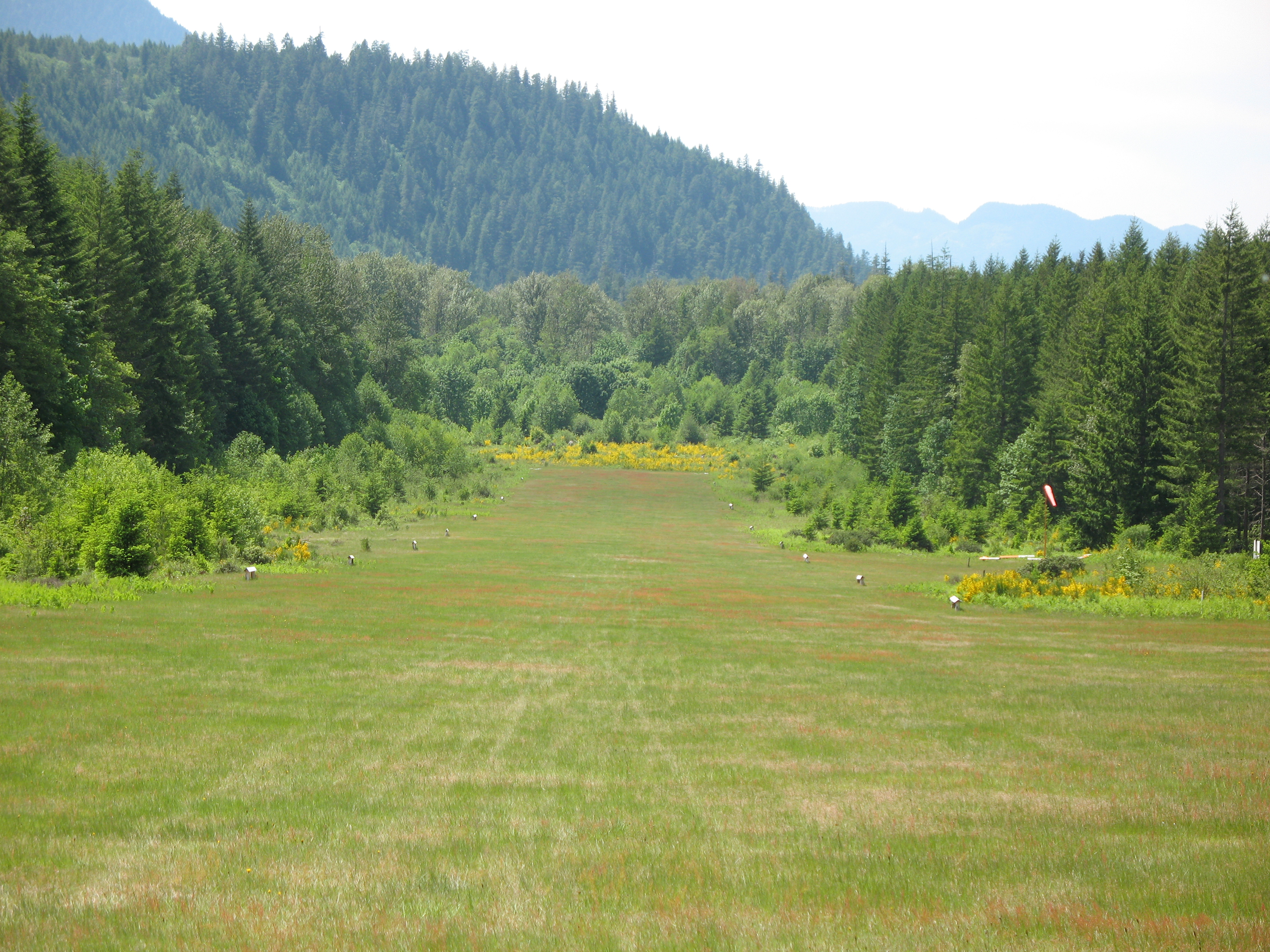
باند فرود چمن در فرودگاه ایلاتی پل مکنزی

فرودگاه ایالتی پل مکنزی (به انگلیسی: McKenzie Bridge State Airport) یک فرودگاه همگانی است که یک باند فرود چمن دارد و طول باند آن ۷۹۲ متر است. این فرودگاه در کشور ایالات متحده آمریکا قرار دارد و در ارتفاع ۴۹۴ متری از سطح دریا واقع شده‌است.